# GEOnet Names Server
Il GEOnet Names Server (GNS) fornisce accesso alla base di dati della National Geospatial-Intelligence Agency (NGA) e dello United States Board on Geographic Names' (BGN) sui nomi delle configurazioni geografiche e delle località al di fuori degli Stati Uniti d'America. La base di dati è il repertorio ufficiale delle decisioni sui toponimi stranieri approvate dallo US BGN. Circa 20.000 delle caratteristiche della base di dati sono aggiornate mensilmente. La base di dati non rimuove mai una voce, "eccetto nei casi di ovvia duplicazione".